# Olu Dara
Pour les articles homonymes, voir Dara.
Olu Dara (né Charles Jones III à Natchez dans le Mississippi en 1941) est un trompettiste, cornettiste, guitariste et chanteur américain. Il fut d'abord connu comme musicien de jazz jouant avec des musiciens d'avant-garde comme David Murray et Henry Threadgill.
Avec son premier album solo In the World: From Natchez to New York, sorti en 1998, Dara a révélé un autre aspect de sa personnalité musicale : leader et chanteur d'un orchestre immergé dans la tradition afro-américaine, jouant un mélange éclectique de blues de jazz et de folk, avec des ajouts de funk, de musique populaire africaine et de reggae. L'album  Neighborhoods a suivi en 2001 dans une veine similaire (avec des invités comme Dr. John et Cassandra Wilson).
Le rappeur Nas (de son vrai nom Nasir Jones) est le fils de Dara. Il a encouragé son père à enregistrer la musique qu'il jouait avec son orchestre et il est invité sur une piste de l'album Illmatic . Dara joue du cornet sur le morceau "Life's A Bitch" de l'album des débuts de Nas Illmatic en 1994. En 2004, il chante et joue de la trompette sur "Bridging the Gap" de l'album Street's Disciple. Il a un autre fils évoluant dans le rap : Jungle (de son vrai nom Jabari Jones), membre du groupe Bravehearts.
Olu Dara a voyagé en Afrique et en Europe. Il a reçu le nom "Olu Dara" d'un prêtre Yoruba lors de son retour aux États-Unis.

## Discographie

### Albums
- In the World: From Natchez to New York (1998)
- Neighborhoods (2001)